# Steffen Möller

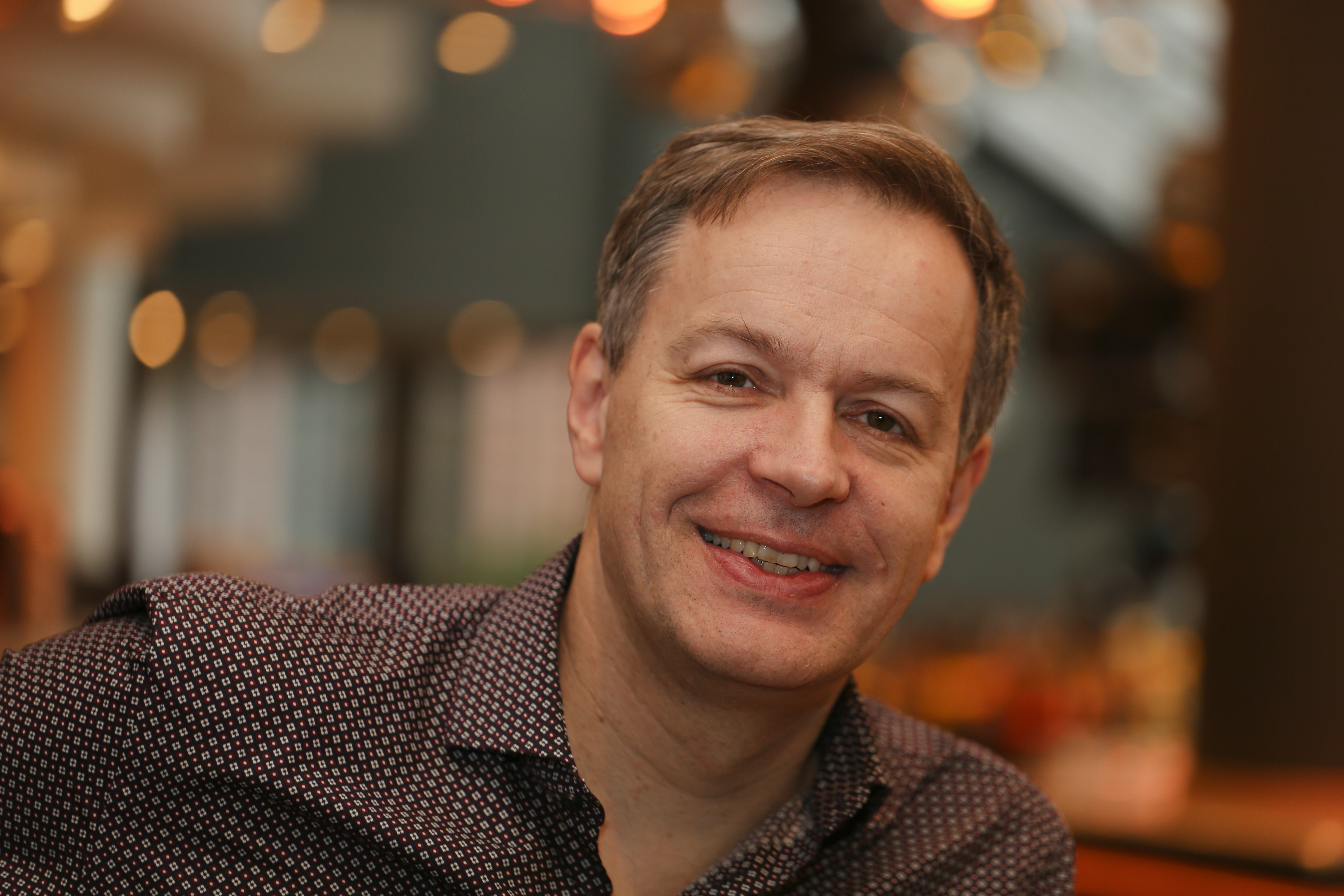
Steffen Möller (2020)

Steffen Möller (* 22. Januar 1969 in Wolfhagen) ist ein deutscher Schauspieler, Kabarettist und Autor, der in Polen mit einem Kabarettprogramm und einer Hauptrolle in einer Fernsehserie populär geworden war.

## Leben
Steffen Möller ist der Sohn von Christian Möller, Professor für Evangelische Theologie an der Universität Heidelberg, und dessen Ehefrau Sigrun, einer Religionslehrerin. Gemeinsam mit seinen zwei jüngeren Brüdern wuchs er in Wuppertal auf, wo er am humanistischen Wilhelm-Dörpfeld-Gymnasium, an dem er auch in einem Schulkabarett aktiv war, sein Abitur machte und seinen Zivildienst ableistete.
Anschließend ging Möller an die Freie Universität Berlin zum Studium der Theologie und Philosophie und belegte auch Italienisch. Für einen Polnischsprachkurs ging er nach Krakau. Nach dem Abschluss seines Studiums in Berlin zog er 1994 nach Polen. Dort wurde er zunächst Deutschlehrer am Warschauer Gymnasium Królowa Jadwiga (Königin Hedwig) und später Dozent für Deutsch an der Universität Warschau. In den ersten Jahren in Polen nahm er zudem mehrere Kassetten für Deutschlehrbücher auf.
2002 erreichte Möller in Krakau beim nationalen Kabarettwettbewerb Paka den zweiten Platz, was der Beginn seiner weiteren Laufbahn in Polen werden sollte. 2002 bis 2009 spielte er in der beliebten Fernsehserie M jak miłość („L wie Liebe“) einen deutschen Kartoffelbauern namens Stefan Müller, moderierte 2005 die erste Staffel von Załóż się, der polnischen Version von Wetten, dass..?, und war ständiger Gast der 2008 abgesetzten Show Europa da się lubić („Europa lässt sich mögen“).
2006 erschien in Polen sein erstes Buch unter dem Titel Polska da się lubić („Polen lässt sich mögen“), 2008 gefolgt von der deutschen Adaption unter dem Titel Viva Polonia – Als deutscher Gastarbeiter in Polen. Mit dem Bühnenprogramm Viva Polonia – Als deutscher Gastarbeiter in Polen trat Steffen Möller über 300-mal in Deutschland und Österreich auf.
Seit 2008 ist sein Lebensmittelpunkt Berlin, nach eigenem Bekunden pendelt er seitdem zwischen beiden Hauptstädten. Seitdem trat Möller nur noch sporadisch im polnischen Fernsehen auf.

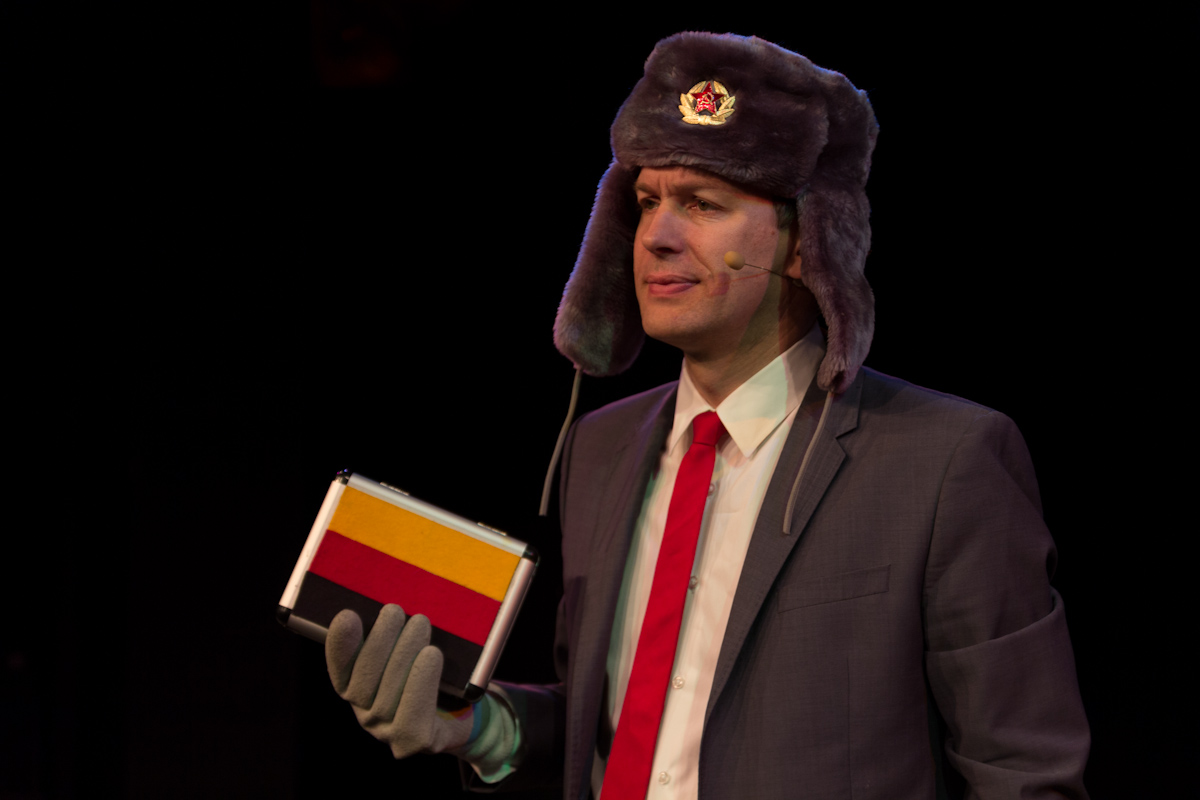
Steffen Möller (2012)

2009 erschien Vita Classica – Bekenntnisse eines Andershörenden, in dem sich Möller als Fan der klassischen Musik beschreibt. 2012 erschien das zweite Polenbuch Expedition zu den Polen. Im selben Jahr fand die letzte Vorstellung des dazugehörigen Live-Programms statt. 2013 und 2014 trat Möller nur selten auf. 2015 erschien Möllers subjektiver Reiseführer durch Warschau Viva Warszawa – Polen für Fortgeschrittene. Von 2015 bis 2019 trat Möller mit seinem Programm „Viva Warszawa“ in über 70 Städten auf.
Im August 2019 erschien Möllers fünftes Buch, Weronika, dein Mann ist da! – Wenn Deutsche und Polen sich lieben, in dem er von seinen Gesprächen mit über siebzig deutsch-polnischen Paaren berichtet. Anschließend ging er auf Kabarett-Tour.
Seit 2023 hat er mit dem deutsch-polnischen Comedian Marek Fis den Podcast „Marek & Steffek – Zwischen den Polen“. Dieser wird im siebentägigen Rhythmus pro Staffel produziert. Dabei gibt es immer eine Spezialfolge, die nur in polnischer Sprache umgesetzt wird. Im April 2024 wurde die erste, gemeinsame Staffel mit 25 Folgen beendet.

## Das BuchViva Polonia
Möllers im Februar 2008 erschienenes Buch Viva Polonia – Als deutscher Gastarbeiter in Polen handelt selbstironisch von seinen Erfahrungen im Land und mit der Mentalität der Polen, seit er dort vierzehn Jahre zuvor seine Wahlheimat fand. Das Buch ist die stark überarbeitete und erweiterte Version von Polska da się lubić. Eine deutsche Version des Buches war ursprünglich nicht geplant, da Möller kein Interesse der Deutschen vermutete. Zu den 50 Schlagworten, die er in dem Buch beschreibt, gehören etwa Aberglaube, Verschwörungstheorien, Radio Maryja und Tabus. Im Kapitel Aberglaube erhält der Leser eine Liste von 17 Dingen, die bei einer Hochzeit zu beachten sind. In PKP (Polskie Koleje Państwowe) schreibt Möller über seine guten Erfahrungen mit der polnischen Bahn, welche ganz im Widerspruch zu den Ansichten der Polen stünden. Zu Beginn des Buches beschreibt Möller seine erste Begegnung mit der polnischen Grammatik in Krakau. So vermutete er hinter „Ludwiga van Beethovena“ das Pseudonym einer Feministin, während es tatsächlich der Genitiv von Ludwig van Beethoven ist.
Das Buch stand fast ein Jahr lang in der Spiegel-Bestsellerliste und wurde über 300.000 Mal verkauft. Während die meisten Rezensenten vor allem den Unterhaltungswert und den Beitrag zur Völkerverständigung hervorhoben, kritisieren andere die oberflächliche Faktendarstellung und das Bedienen von Klischees.

## Ehrungen und Auszeichnungen
- 2004: „Telekamera“ (Polen, gestiftet von der TV-Zeitschrift Tele Tydzień) in der Kategorie „Unterhaltung“ (zusammen mit Kevin Aiston)
- 2004: „Wiktor“ (gestiftet von der polnischen Fernsehakademie) in der Kategorie „Entdeckung des Jahres“ (zusammen mit Anita Werner)
- 2005: Bundesverdienstkreuz für seine Verdienste um das deutsch-polnische Verhältnis
- 2008: Bürgerpreis Deutsche Einheit
- 2008: DIALOG-Preis[15]
- 2009: „Bene Merito“ (Polen)[16]
- 2012: LovelyBooks Leserpreis in der Kategorie Sachbuch/Ratgeber für Expedition zu den Polen
- 2013: Internationaler Brückepreis[17]
- 2015:  Richard von Weizsäcker-Preis der Deutschen Nationalstiftung[18]

## Filmografie
- 2002–2009 M jak miłość („L wie Liebe“)
- 2002 Kasia i Tomek („Kasia und Tomek“)
- 2003 Koniec wojny („Kriegsende“)
- 2003–2008 Europa da się lubić („Europa lässt sich mögen“)
- 2005–2006 Załóż się („Wetten dass“)
- 2010 Polen für Anfänger (Roadmovie, Regie: Katrin Rothe; mit Kurt Krömer)
- 2012 Expedition zu den Polen (Liveshow + Bonusmaterial)
- 2012 Bigos Rap
- 2015 Viva Warszawa (Der Song zum Buch)

## Werke
- Literatur von und über Steffen Möller im Katalog der Deutschen Nationalbibliothek
- Polska da się lubić. Warschau 2006, ISBN 83-245-1062-1.
- Niemiecki ze Steffenem, mit Mariusz Kisielewski und Aneta Głowska. Warschau 2007, ISBN 978-83-7476-147-5.
- Viva Polonia: als deutscher Gastarbeiter in Polen. Frankfurt am Main 2008, ISBN 978-3-502-15155-5.
- Viva Polonia. Hörbuch. Gelesen von Steffen Möller. Argon Verlag, Berlin, ISBN 978-3-86610-558-4.
- Viva Polonia: Live in Berlin. Argon Verlag, Berlin 2009, ISBN 978-3-86610-766-3.
- Vita Classica: Bekenntnisse eines Andershörenden. Frankfurt am Main 2009, ISBN 978-3-502-15168-5.
- Vita Classica. Hörbuch. Gelesen von Steffen Möller. Argon Verlag, Berlin, ISBN 978-3-86610-844-8.
- Expedition zu den Polen: Eine Reise mit dem Berlin-Warszawa-Express. Malik Verlag, ISBN 978-3-89029-399-8.
- Expedition zu den Polen: Eine Reise mit dem Berlin-Warszawa-Express (Audio-CD). Osterwoldaudio, ISBN 978-3-86952-113-8.
- Viva Warszawa: Polen für Fortgeschrittene. Malik Verlag, ISBN 978-3-89029-459-9, Neuauflage Piper Verlag, ISBN 978-3-492-30900-4.
- Weronika, Dein Mann ist da! Wenn Deutsche und Polen sich lieben. Malik Verlag. München 2019. ISBN 978-3-89029-518-3.
- Polnische Paartherapie: Wenn Deutsche und Polen sich lieben. Piper Verlag (aktualisierte Taschenbuchausgabe), München 2022, ISBN 978-3-492-31088-8.
- Polnische Paartherapie: Wenn Deutsche und Polen sich lieben. Piper ebooks 2023, ISBN 978-3-492-60342-3.

Übersetzer und Herausgeber
- Piotr Wierzbicki: Der flimmernde Ton. Essay über Chopins Stil. Harrassowitz Verlag, Wiesbaden 2019, ISBN 978-3-447-11266-6.

## Trivia
- Ab 2003 nahm Steffen Möller mehrmals für das polnische Bildungsministerium die Hörverstehenstexte im Abiturfach Deutsch auf. Sie wurden bei den zentralen Deutsch-Prüfungen im Mai abgespielt.